# 貞節旌表

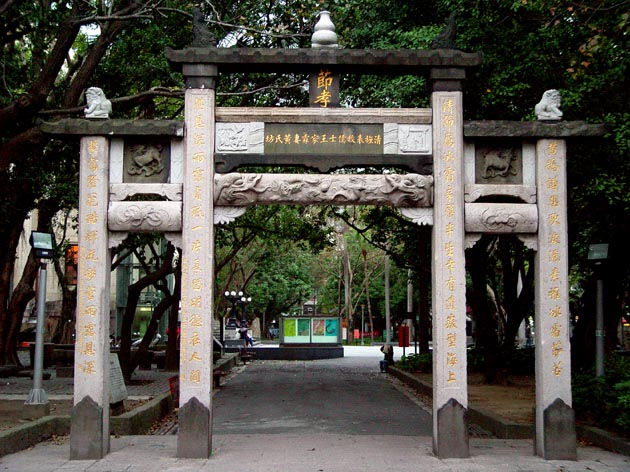
位于台北市的黄氏节孝坊

貞節旌表是中國、朝鮮的一個制度，是指由朝廷公開表揚獎勵守節不再嫁或拒受污辱而自殺的婦女（即節婦與烈女）。要識別「貞婦」，關鍵在「貞」字。《廣雅‧釋詁一》給出界說「貞，正也」。這樣釋「貞」為「正」，用在臣對君、僕對主、下對上的關係上，就是指忠實、精誠；用在女性對男子，特別是妻子對丈夫的關係上，則是指專一。無論前者還是後者，都屬於意志或操守堅定不移的具體化。
此制度在中國起源甚早，但到明清時代制度完備並受到重視，因而對鄉里社會以及女性生命產生重大的影響。北洋政府时期，政府仍推行此类制度。国民政府执政时期，政府不再推崇貞節旌表:183，但对社会风气影响仍存，直至中华人民共和国建国后。

## 中國

### 明代以前
貞節旌表最早在春秋戰國時代見於記載，劉向《列女傳》中記述楚國的兩位守節婦女受楚王贈封號為「貞姜」、「貞姬」。其後在秦朝，秦始皇曾下令為巴寡婦清築造懷清臺以獎其貞節。但這些旌表大多屬於針對個別婦女的例子，尚不能確定有一個屬於多數婦女的制度存在。
成為制度的貞旌表在西汉開始出現。最早的記載為漢宣帝時對潁川郡的「貞婦順女」賜帛，其後從漢平帝、漢安帝、漢順帝、漢桓帝等時代的相關詔令中，可看出開始把這種賞賜及獎勵擴及全國。尤其安帝時的詔令，顯示出應已有一套由地方官推舉甄選的制度。
到魏晉南北朝時期，對貞節婦女的獎勵雖仍然如漢代時僅存於詔令之中，但有更明確要求地方官推選，出現一套層層負責的流程，可看到旌表貞節與地方行政、監察等制度相結合。
到隋唐時代，貞節旌表制度正式見於典章制度中，例如隋代規定「孝子、順孫、義夫、節婦，並免課役」。亦即被認可有特殊德性者，皆可獲得免稅賦、勞役的優待並獲得獎勵。並有一整套較完整的選拔方式，由地方官的奏聞、巡方大吏的採訪、地方鄉里的認可等作為旌選的標準。
宋朝除承襲唐代之外，對於貞節婦女的表揚方式更多，包括實物賞賜、免賦役之外，尚有旌表門閭（亦即在家族的大門建築上加上特定的標示裝飾以作為標記，後來明清時代的貞節牌坊亦為其中一種）、封爵贈號、立祠供鄉人祭祀、在墓上表記等。
元朝時，由於世家大族冒請旌表以求名利的情形日漸增多，朝廷開始對於受表婦女的資格與身分作出較嚴格的規定，訂出三十歲以前丈夫去世，守節到五十歲以後的才能算是節婦的標準；此外，對於申請旌表的過程也作較嚴格的規定，這些制度為明清時代所承繼並進一步嚴謹化。
大體而言，明代以前雖然已有貞節旌表的制度，但尚未受到朝廷及一般社會上的高度重視，旌表的人數也較少。基本上，受旌表的貞節婦女被認為是少數道德高尚的典範人物，而不是一般人都要遵行的規範，因此旌表制度對於社會風氣及一般婦女的生活，比如寡婦再嫁或婦女離婚再嫁的影響較小。

### 明清時代
明代開始，旌表制度遠比前代受到重視，明太祖在位期間詳細制定關於旌表的規定，其後的歷朝皇帝也遵循其重視旌表制度的政策，在許多詔令中屢次重申此制度。在實際運作上形成一套嚴密而規律化的制度，而清代也大致上承襲了明代的制度。

#### 受旌表者的資格
貞節旌表可分為「節婦」和「烈女」，承襲元代的制度，節婦定義為三十歲之前喪夫，守節到五十歲以上的婦女；烈女較無明確定義，但一般指婦女為維護自身貞操而死的行為。到了清代，對任意自殺的烈女變得不再像明代那樣鼓勵，因此主要僅旌表節婦。
除此之外，明代朝廷對貞節旌表有兩項規定，第一是已過世的節婦不得旌表，第二是已申請、但在漫長的申請過程中逝世的也不得旌表，但第二項規定後來受到廣大的批評和質疑，因此在嘉靖三年時廢除。
此外，亦規定誥命夫人不得受旌表，因為誥命夫人的名號本身就是國家封贈的榮譽，且誥命夫人已有終身不得改嫁的規矩，因此不適用於民間寡婦的表彰規定。但隨著貞節旌表廣的榮譽受到社會上的日漸重視，其價值甚至遠高於誥命夫人的身分，許多人開始要求誥命夫人也能獲得旌表，這個規定也在部分個別情形下適度放寬。

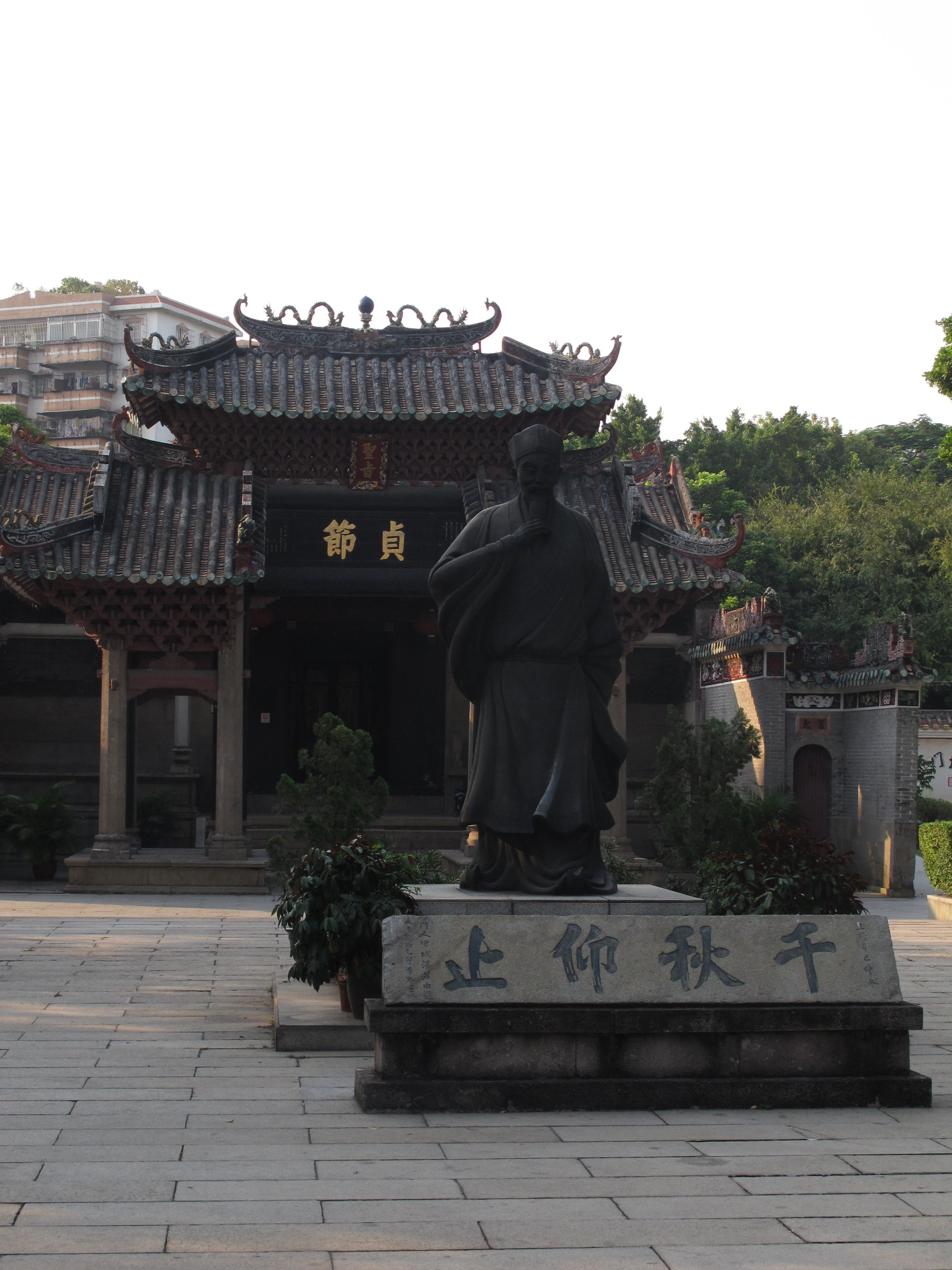
江门市白沙祠内

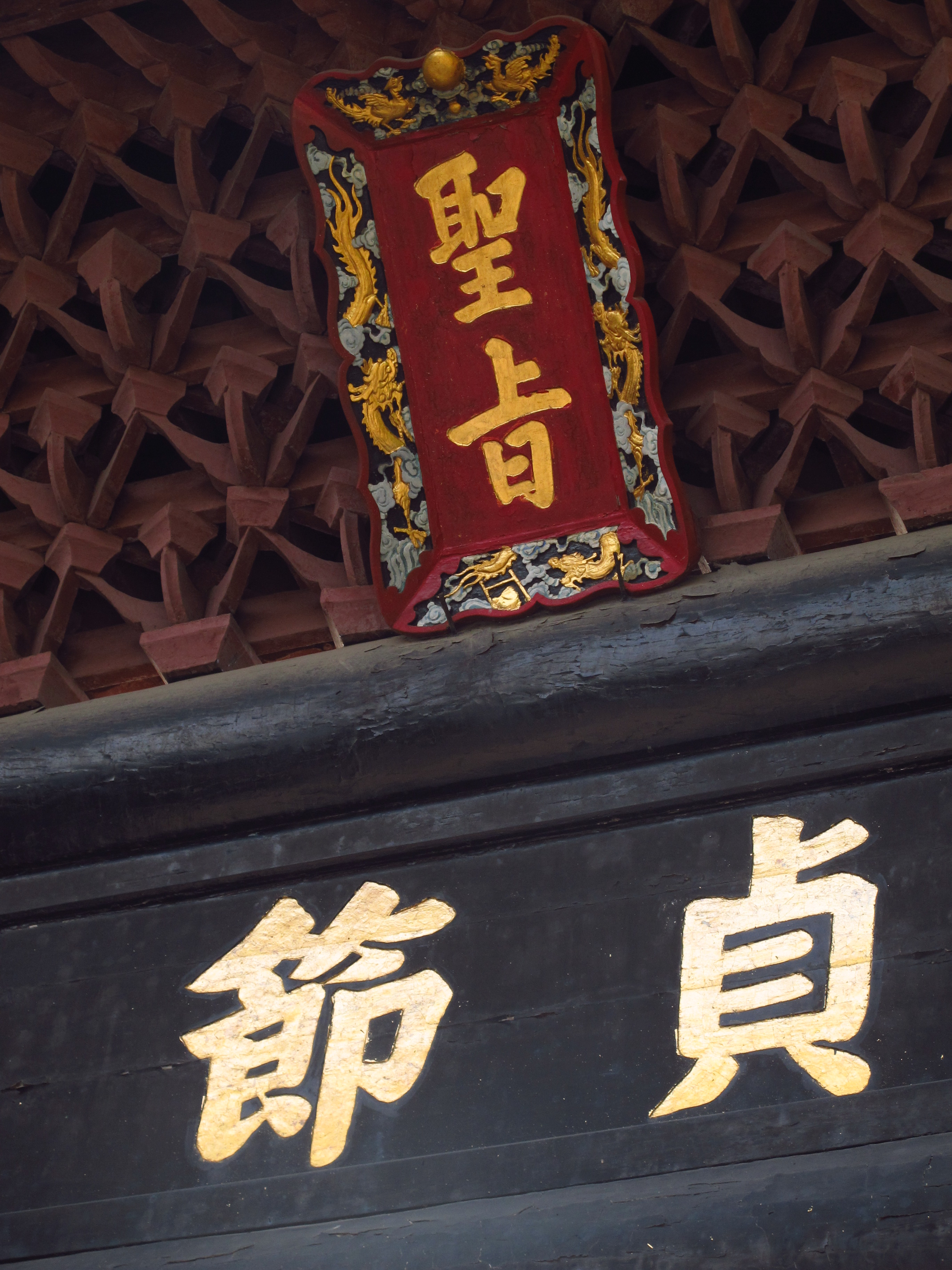
江门市白沙祠内的贞节牌坊

#### 貞節旌表的流程
首先由地方的里老人或學校上報給縣官，或由縣地方官親自採訪之後，將符合資格者呈報於府，由府覆覈之後，過了之後再上呈禮部，之後禮部必須再次發文，向府、州縣、里甲等層級要求保勘（亦即保證無誤），再由禮部交由各所屬的按察院最後審定，無誤後由禮部統一奏請旌表，獲准之後，即可行文當地政府對受旌表者免差役及蓋牌坊。
這套制度由於太過繁复，至嘉靖十年被修訂，取消了向各級政府要求覆勘的規定。並從以禮部為審核的中心，改為以地方監察單位，包括按察使、巡撫為主要的中心，而禮部只需要按照撫、按所奏名單奏報朝廷旌表。
但即便如此，整個制度仍然十分繁複，公文來往動輒數年，造成申請者莫大的麻煩。加上競爭激烈，很多有資格者無法受旌，因此除了中央朝廷的旌表之外，地方政府也開始提供次一級的表揚方式，其程序較為簡單，由地方人士或學校推舉或由地方官查訪確認之後，直接予以立碑、寫入地方志、實物獎勵、地方紀念活動（厚葬、立祠奉祀等）作為獎勵。

#### 旌表制度的缺失及士人的參與表彰
由於明清社會上對旌表的重視，而受旌表的名額有限，使得申請者的競爭十分激烈，但在繁複的申請過程中，官僚內部的腐化問題（尤其常被胥吏把持），以及申請方式的資訊流通的困難（偏遠鄉下及窮苦人家可能不了解方式），都造成世家大族的貞節烈女往往更能在旌表的競爭中勝出，平民幾乎難有受旌的機會。這點造成許多士人的不滿，他們並非認為世家大族的節婦不應受旌表，而很多是認為許多貧者守節更困難，其道德層次更高，卻反不受旌，因此有違旌表原本的教化意義。
此外，由於規定的嚴格性，造成道德標準的形式化。以守節來說，30歲以前丈夫死去便守寡守到50歲者，雖符合節婦的可旌標準，但不考慮其實踐的內容差異，也受到士人的批判。
此種不滿，造成士人以自己認為的理想，開闢另外的領域空間來表揚貞節婦女，包括地方志的書寫，貞節事蹟或節婦傳記的撰寫。如黃宗羲即認為國家旌表反不如士人作傳表彰來得有意義。事實上，當時尤其是有權威名望的人為婦女所作的傳記常流傳甚廣，使被作傳者更能得到廣泛的名聲，這種傳布也與明中葉以後印刷業的發達有關。

### 民国时期
民国三年（1914年），中華民國大總統袁世凯下令颁布《褒扬条例》，规定褒扬“妇女节烈贞操可以风世者”。《褒扬条例条例实施细则》规定，“凡遇强暴不从致死或羞忿自尽及夫亡殉节者”，“自三十岁以前，守节至五十岁以后者，但年未五十而身故，其守节已六年者”可受褒扬:183。
民国六年（1917年）10月，代理大总统馮國璋执政时期，修正“褒扬条例”。明确规定“夫亡殉节者”得受褒扬，增加对自愿为亡故未婚夫守节的未嫁女子的褒扬。同时，寡妇守节时间以守满十年为限。褒扬流程有明确规定。不论已故、现存，符合褒扬条件的女性，第一种由其子女、亲族、邻里均得将事实呈报于县知事，请其确定详实，呈请褒扬。第二种由县知事访查，如有合于第一条所定各款之一者，征考行实后，详录事状，呈报上级地方长官，复核无异，呈报于内务总长:183。
现代研究者总结的褒扬流程：子女、亲族、邻里（呈报）→县知事（详核）→上级（复核）→内务总长（呈请）→大总统。最终审核无误后，授予匾额、褒章。根据节烈程度，褒章分为金质、银质，均配以黄色绶带，后改为白色，附褒章证书。褒章仅限受褒扬女性佩戴，已逝者仅给予题字匾额。符合《褒扬条例》两项以上者，可另加褒觪。政府允许受褒扬女性和其家人、同乡人士自行建坊立碑，用以纪念。地方官员亲撰碑文亦为常见:183。
北洋政府相关政策，除以褒扬代替旌表外，与清朝政府所设“节、孝、贞、烈”列女大同小异。

### 對婦女生活的影響
明代以前，貞節的觀念一直存在，且被認為是具有重要價值的道德，宋明理學家主張（程頤的名言：「餓死事小，失節事大」）。而旌表貞節的制度是對於能守節的典範人物的獎勵。
但到了明清時代，由於旌表制度的發達、受旌表人數的大量增加，以及朝廷與社會上對旌表的重視，使得雖然沒有婦女不可再嫁的規定，但在整個社會的氛圍中，包括鄉里中廣為流傳的貞節故事、地方上貞節牌坊的設立，再加上人們莫不以家族中有人受旌表為榮，在在都造成一種「守節才是正常」的社會期待，使得婦女在這種壓力之下，即使難以維持生計，還是堅持守節，以期待那很可能是遙不可及的旌表。这种思想影响深远，既使贞节旌表制度随北洋政府终结:183，至中华人民共和国建国仍然存在。
五四运动时期，中国知识分子“打倒旧礼教”、“不得干涉寡妇婚姻”的呼声高涨。反抗包办婚姻、争取自由恋爱被知识阶层所推崇。但社会对女性离婚、再婚仍存在污名化。当时女性丧偶人数多于男性，除女性平均寿命高于男性的原因外，也与男性丧偶后，再婚多、鳏居少，而女性丧偶后再婚少、寡居多相关。1931年，文绣向天津法院起诉与清末帝溥仪离婚时，文绣族兄表示“即果然虐待，在汝亦應耐死忍受，以報清室之恩。”，而溥仪亦要求文绣不得再嫁。
另一方面，也有歷史學者認為，旌表制度的發達，使得不能參與科舉考試當官的女性也有了光耀宗族的機會，因此在一些情形下，婦女反而很可能是較主動地選擇了守寡一途，以使自己在家族中獲得較高的地位及財產的繼承權。

## 朝鮮

### 朝鮮王朝
朝鮮王朝對節婦的旌表為樹立烈女門。

## 备注
1. ↑  董家遵曾统计过《古今图书集成》中的资料，发现由周至五代有记载的贞节烈女仅92人，宋152人，元359人，明27141人，清9482人。

## 參看
- 男守貞生活形態
- 貞操帶
- 男性貞操帶
- 性倫理
- 貞節牌坊
- 寡婦